# (Don't Go Back To) Rockville
"(Don't Go Back To) Rockville" is een single van R.E.M., afkomstig van hun tweede studioalbum, Reckoning. De originele versie behaalde de hitlijsten niet, maar er zijn wel een aantal covers uitgebracht die deze wel behaalden.
Het nummer werd geschreven door Mike Mills als een pleidooi richting zijn vriendin, Ingrid Schorr, waarin hij vertelde dat hij niet terug zou keren naar Rockville, Maryland, waar haar ouders woonden.
Een live-versie van het nummer werd uitgebracht op de albums "Leaving New York" (2004) en R.E.M. Live (2007).

## Coverversies
- 10,000 Maniacs bracht het nummer uit als B-kant bij hun single "Candy Everybody Wants."
- The Long Tall Texans brachten een cover uit op hun album Aces and Eights.
- De Ierse zanger David Kitt had het nummer op z'n album Black and Red Notebook.
- Hootie and the Blowfish voerde het nummer live op tijdens Memorial Day-festival, in Rockville (2005).
- J Church maakte een cover van het nummer en bracht deze uit op hun compilatiealbum Surprise Your Pig: A Tribute to R.E.M..
- Funkgroep Cameo zingt het nummer nog regelmatig tijdens optredens.

## Nummers
Europese single
1. "(Don't Go Back To) Rockville" (Edit) – 3:55
2. "Wolves, Lower" – 4:14
3. "9-9" (live)1 (12" only)
4. "Gardening at Night" (live) (12" only)

Amerikaanse single
1. "(Don't Go Back To) Rockville" (Edit) – 3:55
2. "Catapult" (live)